# Ulrich Harsch
Ulrich Harsch (* 3. Mai 1938 in Aalen) ist ein deutscher Kommunikationsdesigner.

## Leben
Während des Zweiten Weltkriegs wuchs Ulrich Harsch in Langenargen am Bodensee auf. Ab 1948 besuchte er das Schubart-Gymnasium Aalen (Zeichenunterricht bei Sieger Köder) und machte dort 1957 Abitur. Danach studierte er Kunsterziehung an der Staatlichen Akademie der Bildenden Künste in Stuttgart bei Hugo Peters und Design an der Hochschule für Bildende Künste in Berlin bei Helmut Lortz und Heinz Hajek-Halke. Ab 1965 war er bei verschiedenen Magazinen als Editorial Designer tätig.
1981 wurde er als Professor für Kommunikationsdesign an die Fachhochschule Bielefeld berufen. 1984 wechselte er an den Fachbereich Gestaltung der Fachhochschule Augsburg, wo er bis 2003 eine Professur für elektronisches Publizieren innehatte. Er ist verheiratet mit Gudrun Eger-Harsch.

## Tätigkeiten
1962 gestaltete er zusammen mit Helmut Lortz die Waschmittelpackung „Persil 65“ und 1963, wieder mit Lortz, den Ausstellungskatalog der Hochschule für Bildende Künste in Berlin. 1963 entwarf er Plakate für den Sozialistischen Deutschen Studentenbund (u. a. „Neue Wege: Information, Analyse, Kritik. SDS“ und das Plakat der Solidaritätskampagne für Neville Alexander). Ab 1964 übernahm er die grafische Betreuung der Literaturzeitschrift Alternative
Ab 1965 war er unter Willy Fleckhaus Editorial Designer beim Magazin Quick. 1966 gestaltete er das Antivietnamplakat „Mord“ (Plakat-Aktion am 3./4. Februar 1966). Für Hubert Burda machte er 1968 das Relaunch des TV-Magazins „Bild und Funk“. Ab 1976 gab er die „Edition Aurora - Antike Literatur auf Schriftrollen“ heraus. Zusammen mit Dieter Ruckhaberle betreute er 1980/81 die Fernand-Léger-Retrospektive an der Berliner Kunsthalle. Von 1990 bis 1999 war er Dekan der Fakultät für Gestaltung der Hochschule Augsburg. Dort richtete er zusammen mit der Fakultät für Informatik 1996 den fachbereichsübergreifenden Studiengang „Multimedia“ ein. Seit 1996 betreibt er die „Bibliotheca Augustana“ im Internet.

## Autobiografisches
- Ulrich Harsch: Unter Linken. Vom SDS-Mitglied zum Grafiker der Zeitschrift „Alternative“ (online) (26. Juni 2018). In: Sabine Koloch (Hrsg.): 1968 in der deutschen Literaturwissenschaft (Webprojekt auf literaturkritik.de, Sonderausgaben 2018–2020).